# قانون ولستد
قانون منع ملی (انگلیسی: National Prohibition Act) که به‌طور غیررسمی به عنوان قانون وُلستد (انگلیسی: Volstead Act) شناخته می‌شود، قانون تصویب شده‌ای در شصت و ششمین کنگره ایالات متحده بود که برای اجرای متمم هجدهم قانون اساسی ایالات متحده آمریکا (مصوب ژانویه ۱۹۱۹) طراحی شد که ممنوعیت نوشیدنی‌های الکلی را لازم‌الاجرا کرد. وین ویلر، عضو لیگ ضد سالون (اتحادیه علیه میخانه)، این لایحه را طراحی و تدوین کرد که به نام اندرو وُلستد، رئیس کمیته قضایی مجلس نمایندگان ایالات متحده آمریکا، که قوه مقننه را مدیریت می‌کرد، نامگذاری شد.